# Ezkio-Itsaso
Ezkio-Itsaso is een gemeente in de Spaanse provincie Gipuzkoa in de regio Baskenland met een oppervlakte van 21 km². Ezkio-Itsaso telt 613 inwoners (1 januari 2016).

## Geboren
- Alex Aranburu (19 september 1995), wielrenner